# Кеттеринг Таун
«Кеттеринг Таун» (англ. Kettering Town Football Club) — английский футбольный клуб из города Бертон Латимер вблизи Кеттеринга, графство Нортгемптоншир, Восточный Мидленд. Основан в 1872 году.
В настоящее время выступает в Северной Национальной лиге, шестом по значимости дивизионе в системе футбольных лиг Англии.

## История
Образован в 1872 году. С 1987 года клуб проводил домашние матчи на стадионе «Рокингхэм Роуд», однако с 2011 года клуб использует в качестве домашней арены «Нене Парк», где до расформирования выступал «Рашден энд Даймондс». В настоящий момент выступает в Национальной Конференции, пятом по значимости футбольном турнире Англии. Клуб известен тем, что 24 января 1976 года в матче против «Бат Сити» стал первым британским клубом, который вышел на поле в футболках с логотипом спонсора-местной компании Kettering Tyres, а также своими успехами в Кубке Англии. В 1901 году «маковки» вышли в пятый раунд турнира, в сезоне-1988/89 — в четвёртый раунд, а в сезоне-1991/92 — в третий раунд, где проиграли «Блэкберн Роверс» под руководством Кенни Далглиша. Последний значимый успех клуба произошел в сезоне-2008/09, когда «Кеттеринг», победив «Линкольн Сити», «Ноттс Каунти» и «Иствуд Таун», достиг четвёртого раунда, где принимал дома «Фулхэм». Нортгемптонширцы сумели сравнять счет на 83 минуте благодаря голу Весткарра с пенальти, однако, дважды пропустив на 88 и 89 минутах, выбыли из соревнования.